# Kafr Zibad
Kafr Zibad – wieś w Palestynie, w muhafazie Tulkarm. Według danych Palestyńskiego Centralnego Biura Statystycznego w 2016 roku miejscowość liczyła 1264 mieszkańców.